# José Agusto Briones
Pour les articles homonymes, voir Briones (homonymie).
José Agusto Briones (né le 8 mai 1961 à Guayaquil et mort le 23 mai 2021 à Quito) est un haut fonctionnaire et homme d'État équatorien.

## Biographie
José Agusto Briones a une formation d'ingénieur, diplômé de l'université catholique de Santiago de Guyaquil. Il est titulaire d'un master en administration publique de l'université de Valparaíso et a complété sa formation sur le développement et la conduite de projets aux États-Unis et à Berlin.
Il débute en politique à la fin des années 1980.
Il exerce en parallèle divers mandats : secrétaire de la vice-présidence, ancien conseiller auprès du ministre des Hydrocarbures, membre des directoires de la Banque centrale d'Équateur et d'autres organismes bancaires. 
Depuis le 16 mai 2018, il était secrétaire national de la Planification et du Développement.
Le 3 décembre 2018, il est nommé secrétaire général de la présidence par le président Lenín Moreno et est également chargé d'exercer par intérim les fonctions de vice-président de la République de l'Équateur, dont la titulaire, María Alejandra Vicuña démissionnera dès le lendemain.
Il est ensuite ministre de l'Énergie de novembre 2019 à mars 2020.
Placé en détention en avril 2021, il se suicide le 23 mai 2021.